# Bynum (Montana)
Bynum è un unincorporated area e census-designated place degli Stati Uniti d'America, nello stato del Montana, nella Contea di Teton. Nel 2010 contava 31 abitanti.
Bynum possiede attualmente una scuola, un general store, un ufficio postale e il Two Medicine Dinosaur Center, un istituto dove vengono insegnate le caratteristiche dei dinosauri.
Il nome Bynum deriva dalla prima omonima famiglia che vi abitò.